# Włodzimierz Ledóchowski
Włodzimierz Ledóchowski (Loosdorf, 7 ottobre 1866 – Roma, 13 dicembre 1942) è stato un gesuita polacco, Preposito Generale dell'ordine dall'11 febbraio 1915 alla morte.

## Biografia
Discendente da una nobile famiglia polacca di illustri tradizioni religiose (lo zio Mieczysław era cardinale, la sorella Urszula fondò la congregazione delle Orsoline del Cuore di Gesù e l'altra sorella Maria Teresa diede un forte impulso alle missioni in Africa), trascorse l'infanzia in Austria ed in giovinezza fu paggio dell'Imperatrice Elisabetta di Baviera.
Maturò la sua vocazione al sacerdozio dopo la laurea in giurisprudenza, conseguita a Cracovia: compiuti i primi studi istituzionali di filosofia e teologia nel seminario diocesano di Tarnów, si trasferì a Roma per completare la sua formazione presso il Collegium Germanicum et Hungaricum e la Pontificia Università Gregoriana. Nel 1889, dopo il dottorato in filosofia, entrò nel noviziato gesuita di Cracovia e nel 1894 venne ordinato sacerdote.
Rettore del Collegio gesuita di Cracovia dal 1900, divenne Viceprovinciale di Polonia nel 1901 e Provinciale di Galizia nel 1902: tra 1906 ed il 1915 fu Assistente del generale per la Germania.
Alla morte di Franz Xaver Wernz venne scelto quale XXVI Preposito Generale dell'ordine: durante il lungo periodo del suo generalato si sforzò di adattare la Compagnia alle esigenze dei tempi moderni.
Nel 1937 ispirò al Papa Pio XI l'enciclica Divini Redemptoris di cui seguì costantemente la stesura e che fu ufficialmente pubblicata il 19 marzo.